# Масний Присліп
Масни́й При́сліп — гора в масиві Гриняви (Українські Карпати). Розташована в межах Верховинського району Івано-Франківської області, на південний захід від села Пробійнівки і на схід від села Буркут.
Висота 1581 м (за іншими даними — 1586 м). Гора розташована на хребті Пневе (Пнєве). Вершина плоска, незаліснена, з порівняно пологими схилами (окрім південно-західного схилу). На північ і схід від вершини простягається розлога полонина.
На схід розташована гора Баба Людова (1581,7 м), на північний захід — Погребина (1610 м).